# Мавпи з Сілвер-Спринг

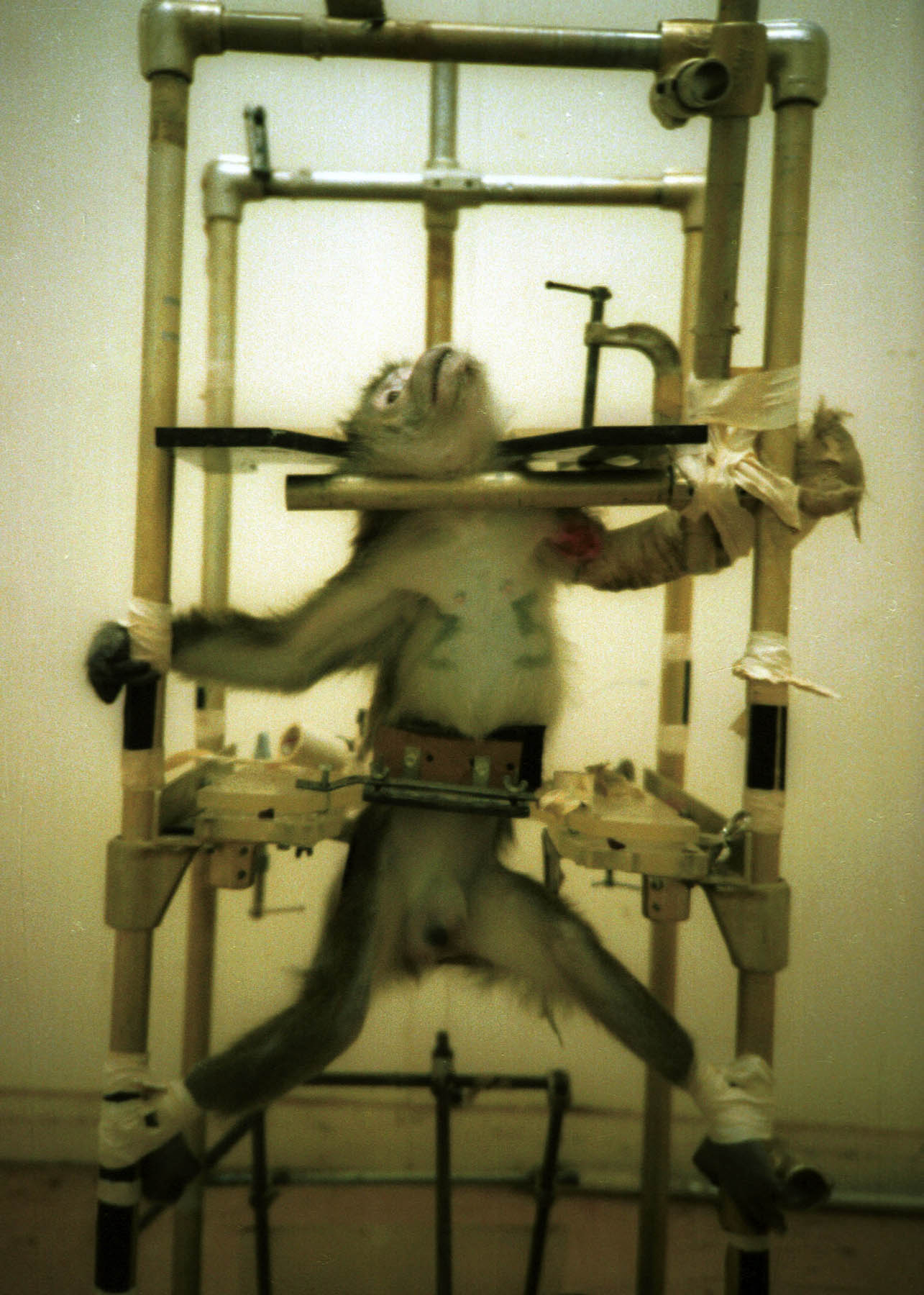
Доміціан, одна з мавп у Сілвер-Спринг

Мавпи з Сілвер-Спринг — 17 народжених в дикій природі макак з Філіппін, які перебували в якості піддослідних тварин в Інституті поведінкових досліджень у Сілвер-Спринг, штат Меріленд, США. З 1981 по 1991 рік вони були об'єктом тривалої і гострої дискусії між дослідниками тварин, зоозахисними організаціями, політиками і судами щодо їхньої подальшої долі: чи проводити на них досліди й надалі, чи випустити на волю. У наукових колах мавпи стали відомими як піддослідні тварини в експериментах з нейропластичності — можливості мозку дорослого примата змінюватися під дією дослідів. Це вважалося одним з найважливіших відкриттів XX століття.
Експерименти на мавпах ставилися під керівництвом невролога Едварда Тауба; він видаляв мавпам спинальний ганглій, за допомогою якого команди з їхнього мозку доходили до рук, використовував потім наручні петлі для стримування, а також електрошок і метод позбавлення їжі, щоб привчити їх використовувати ті кінцівки, які вони більше не могли відчувати. Це робилося відповідно до гіпотези Тауба про те, що «невикористання» тієї чи іншої кінцівки є «завченою» поведінкою. У травні 1981 року Алекс Пачеко з групи «People for the Ethical Treatment of Animals» (PETA) влаштувався на роботу в цю лабораторію, й через деякий час повідомив поліції, що PETA вважає умови перебування тут мавп неприйнятними. В ході першого в історії США рейду проти дослідника тварин поліція увійшла на територію інституту і звільнила мавп, пред'явивши Таубу звинувачення з 17 пунктів в жорстокому поводженні з тваринами і незабезпеченні їм адекватної ветеринарної допомоги. Він був засуджений за 6 пунктами; п'ять з них були скасовані під час другого судового процесу, а остаточний вирок був скасований за апеляцією в 1983 році, коли суд ухвалив, що звинувачення в жорстокому поводженні з тваринами, відповідно до законодавства штату Меріленд, не може застосовуватися до фінансованих з федерального бюджету лабораторій.
Проведена восьмирічна боротьба за подальшу долю мавп включала ініційовану знаменитостями і політиками кампанію щодо їхнього звільнення, а також: внесення поправки 1985 року до закону Animal Welfare Act, перетворення PETA з групи однодумців в національний рух, створення першого в Північній Америці «Фронту звільнення тварин з кліток» і перша справа про досліди над тваринами, яка розглядалася у Верховному суді Сполучених Штатів. У липні 1991 року останнє прохання PETA про опіку над тваринами, подане до Верховного суду, було відхилено, і кілька днів по тому останні мавпи були вбиті.
Під час подальшого розтину мавп було виявлено, що в їхньому мозку відбулася значна кількість змін; це дало підставу припустити, що необхідність діяти своїми кінцівками не через сенсорні сигнали викликала зміни в їхньому мозку. Це свідчення пластичності мозку допомогло спростувати широко поширену думку, що мозок дорослої людини не здатний перебудуватися у відповідь на його зміни.
Едвард Тауб близько п'яти років не в змозі був знайти роботу й зайняти відповідну наукову посаду, а потім отримав пропозицію про грант на дослідження від університету штату Алабама в Бірмінгемі. У новій лабораторії він розробив форму терапії, засновану на концепції нейропластичності, для людей, які стали інвалідами в результаті пошкоджень головного мозку. Відома як рухова терапія обмеженого виклику, вона допомогла деяким людям, котрі перенесли інсульт, відновити чутливість кінцівок, паралізованих впродовж багатьох років. Цей вид терапії Американська асоціація інсульту назвала «авангардом революції».